# Partido Comunista de España Unificado
Partido Comunista de España Unificado (PCEU) fue un partido político español creado en 1980 tras la unión del Partido Comunista de los Trabajadores (PCT) y el Partido Comunista de España (VIII-IX Congresos). 
El PCT y el PCE(VIII-IX) eran dos grupos marxistas-leninistas escindidos del Partido Comunista de España (PCE) debido a los desacuerdos ideológicos con la política eurocomunista de su dirección. 
En 1984 el PCEU se unió a otros grupos para fundar el Partido Comunista (PC; llamado pe ce punto para evitar la homofonía con PCE), más tarde denominado Partido Comunista de los Pueblos de España (PCPE).